# 名鉄ワ250形貨車
名鉄ワ250形貨車（めいてつワ250がたかしゃ）とは、かつて名古屋鉄道で運用されていた木造貨車（有蓋車）である。

## 概要
- 元は1922年（大正11年）に日本車輌製造で製造された三河鉄道の10 t 積木造有蓋車ワ250形（ワ251 - ワ255）である。5両が製造された。1941年（昭和16年）に三河鉄道が名古屋鉄道に合併すると名古屋鉄道に引き継がれ、引き続きワ250形（ワ251 - ワ255）とする。
- 国鉄直通貨車として運用される。戦後は全車両が三河貨車組合の私有貨車となり、主に三河線で運用され、1963年（昭和38年）に形式消滅となった。